# Calyptrophora clinata
Calyptrophora clinata är en korallart som beskrevs av Stephen D. Cairns 2007. Calyptrophora clinata ingår i släktet Calyptrophora och familjen Primnoidae. Inga underarter finns listade i Catalogue of Life.